# Kajaani
Kajaani (szw. Kajana) – miasto i gmina w Finlandii, w regionie Kainuu, którego jest stolicą (dawniej w prowincji Oulu). Zajmuje powierzchnię 2 264,01 km², z czego 428,94 km² stanowi woda. Zamieszkiwane jest przez 36 492 osoby.
Kajaani graniczy z gminami: Paltamo, Pyhäntä, Siikalatva, Sonkajärvi, Sotkamo, Vaala i Vieremä.

## Historia
W 1604 z rozkazu szwedzkiego króla Karola IX rozpoczęto budowę zamku na wyspie na Kajaaninjoki, na terenie dzisiejszego miasta. Pierwsza faza budowy zakończyła się w 1619 roku. W 1650 roku zamek przekazano Perowi Brahe, który zarządził rozpoczęcie drugiej fazy budowy. W tym samym czasie wokół fortyfikacji powstało miasto. Ostatecznie konstrukcję zamku zakończono w 1666 roku.
Miasto, podobnie jak cały region Kainuu, utrzymywało się głównie z produkcji smoły drzewnej, której beczki spławiane było rzeką Oulujoki do Oulu, a z tamtejszego portu eksportowane do wielu państw Europy.
Zamek w Kajaani został zdobyty przez wojska rosyjskie i wysadzony w powietrze w marcu 1716 roku, w czasie III wojny północnej. Jego ruiny są obecnie atrakcją turystyczną.
Na początku XX wieku nastąpił dynamiczny rozwój przemysłowy miasta, związany między innymi z wybudowaniem linii kolejowej na południe do Iisalmi, co połączyło Kajaani z Helsinkami i Sankt Petersburgiem. Najszybszy wzrost liczby ludności miał miejsce po II wojnie światowej; obecnie od połowy lat 90. XX wieku populacja zmniejsza się.
W roku 1977 do Kajaani została przyłączona gmina ziemska Kajaanin maalaiskunta. W roku 2007 gmina Vuolijoki.

## Gospodarka
Główną gałęzią przemysłu w Kajaani jest od zawsze przemysł drzewny. Od 1919 do 2008 głównym zakładem w mieście była papiernia należąca do UPM Kymmene, która jednak została zamknięta w wyniku restrukturyzacji spółki. Nadal działa jednak tartak należący do UPM. Innym ważnym zakładem jest Transtech w Otanmäki, w dawnej gminie Vuolijoki, obecnie w granicach Kajaani. Wiele wagonów eksploatowanych przez VR zostało wyprodukowane właśnie tam. Miasto jest również siedzibą Brygady Kainuu, jednej z największych jednostek fińskiej armii, zatrudniającej ponad 600 osób i szkolącej co roku 4000 poborowych.

## Transport

### Drogowy
W Kajaani krzyżują się cztery fińskie drogi krajowe:
- Droga krajowa nr 5 (część trasy E63; Heinola – Kuopio – Kajaani – Kuusamo – Sodankylä)
- Droga krajowa nr 6 (Helsinki – Kouvola – Imatra – Joensuu – Nurmes – Kajaani)
- Droga krajowa nr 22 (Kajaani – Oulu)
- Droga krajowa nr 28 (Kajaani – Kärsämäki – Kokkola)

### Kolejowy
Miasto znajduje się na linii kolejowej Iisalmi–Kontiomäki, wybudowanej w 1904 roku. W mieście znajduje się stacja kolejowa Kajaani.

### Lotniczy
Kajaani obsługiwane jest przez port lotniczy Kajaani, znajdujący się w Paltaniemi, około 8 km na północ od centrum miasta, z połączeniami do Helsinek, realizowanymi przez Finnair oraz Finncomm Airlines.

## Sport
- AC Kajaani – klub piłkarski
- Hokki – klub hokejowy

## Miasta partnerskie
- Östersund, Szwecja
- Rostów nad Donem, Rosja
- Powiat Schwalm-Eder, Niemcy
- Nyíregyháza, Węgry
- Marquette, Stany Zjednoczone
- Jiujiang, Chińska Republika Ludowa